# Stazione di Noicattaro
La stazione di Noicattaro è una stazione della ferrovia Bari-Taranto. Serve il comune di Noicattaro, nella città metropolitana di Bari. È gestita dalle Ferrovie del Sud Est.
Nel 2006, il nuovo edificio della stazione nella periferia di Noicattaro ha sostituito quello storico situato nel centro del paese, attivo fin dal 1900. La nuova struttura è stata costruita in seguito al raddoppio della linea ferroviaria tra Noicattaro e Rutigliano, che ha comportato uno spostamento dei binari di circa un chilometro più a sud rispetto al centro abitato. A differenza del vecchio edificio, il nuovo fabbricato è dotato di sottopassaggi, che consentono un attraversamento pedonale sicuro dei binari.

## Servizi
La stazione dispone di:
- Biglietteria a sportello e automatica
- Servizi igienici
- Area per l'attesa
- Accessibilità per portatori di handicap
- Capolinea autolinee extraurbane
- Parcheggio di scambio
- Bar
- Edicola

## Movimento
Da giugno 2019 la stazione non è attiva per lavori: pertanto Ferrovie del Sud Est ha predisposto un servizio automobilistico sostitutivo.